# Before Your Eyes: Angelie’s Secret
Before Your Eyes: Angelie’s Secret es una película del género documental de 1995, dirigida y escrita por Jonathan Klein, y que también es parte de la producción junto a Rob Klug y Virginia Somma, el elenco está compuesto por Julia Roberts, Hydeia Broadbent, Ryan Chedester y Neil Willenson, entre otros. El filme se estrenó el 29 de junio de 1995.

## Sinopsis
Este largometraje cuenta la historia de una nena de 11 años que contrajo sida cuando nació, ella les relata a sus amigos, vecinos y compañeros de clase que tiene esa enfermedad.